# إيرنيستو فيدال
إيرنيستو فيدال (بالإسبانية: Ernesto Vidal)‏ (مواليد 15 نوفمبر 1921) هو لاعب كرة قدم. يلعب مع منتخب الأوروغواي لكرة القدم. سبق له أن لعب في كأس العالم لكرة القدم مع منتخب بلاده.

## روابط خارجية
- إيرنيستو فيدال على موقع قاعدة بيانات كرة القدم.إي يو (الإنجليزية)
- إيرنيستو فيدال على موقع ناشيونال فوتبول تيمز (الإنجليزية)
- إيرنيستو فيدال على موقع عالم كرة القدم.نت (الإنجليزية)